# Anna Molander

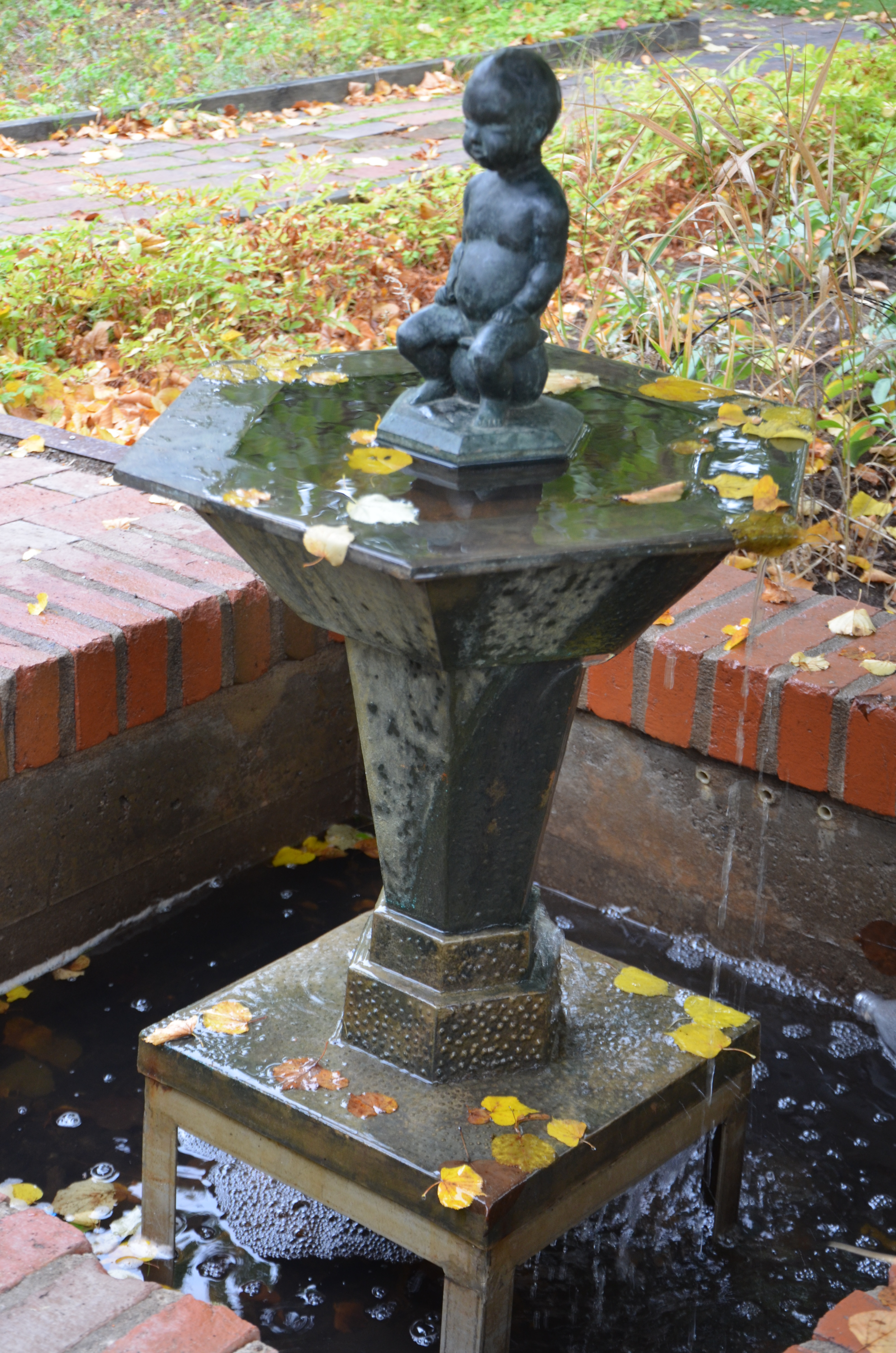
Kerub i bostadsområdet Polstjärnan i Hällefors

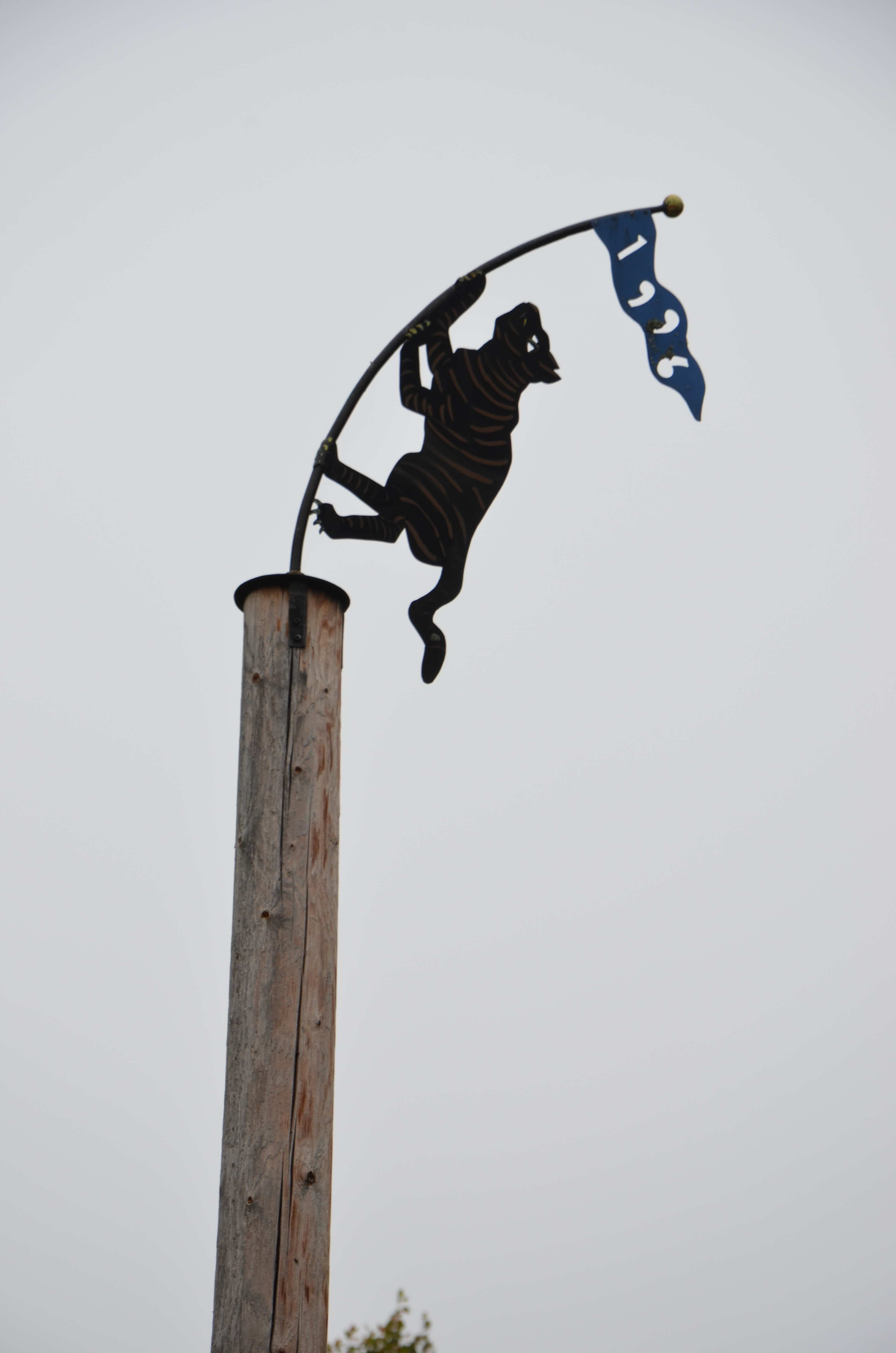
Katten och fåglarna i kvarteret Trasten i Hällefors

Anna Elisabeth Molander, född Wennerström 21 januari 1957 i Munkfors, är en svensk skulptör.
Anna Molander utbildade sig på Konsthögskolan Valand i Göteborg och Konstfackskolan i Stockholm. Hon arbetar med ett antal olika material .
Hon bor och arbetar i Glanshammar och är gift med Torsten Molander.

## Offentliga verk i urval
- Kastanjefrukter, brons, 2013, vid Kastanjen i Fjugesta (tillsammans med Torsten Molander)[1]
- Mosaik i kalksten, marmor och rostfritt stål, 2011, vägg i gångtunnel vid Motala station[2]
- Vindfyr, tegel, betong och metall, 2002, vid Viagatan, södra delen av Via industriområde i Kumla
- Ljuspelare, glas och fiberoptik, 2002, gång- och cykeltunneln vid Mjölby resecentrum
- Armfoting, marmor, Skulpturgatan, Örebro universitetssjukhus[3]
- Tvillingtorn, brons, Skulpturgatan, Örebro universitetssjukhus
- Kerub, bostadsområdet Polstjärnan  i  Hällefors
- Katten och fåglarna, kvarteret Trasten, Gillesgatan i Hällefors
- Vår, Västra parken i Kumla
- småskulpturer i Kumla sjöpark